# Бук
Бук (пољ. Buk) град је у Пољској у Великопољском војводству у познањском повјату, 30 km западно од Познања. По подацима из 2012. године број становника у месту је био 6220. Кроз Бук пролази речица Трупина.
.

## Историја града
Легенда каже, да је под једном од бројних букви које су некада постојале на овим просторима погинуо кнез Мјешко I Пјаст. У историјским изворима Бук се први пут помиње 1257. Статус града Бук је добио 1289. од Пжемисла II.
У средњем веку се развија занатство посебно прерада вуне. У средњем веку град је добио школу, водовод и болницу.
После Шведске најезде град је доста уништен те губи на значају..
Од 1793. године Бук улази у састав јужне Пруске. У то време је народ германизиран и насељаване су немачке породице. Године 1815. крад је постао седиште Буковског повјата површине 130 km² у коме је живело 58 хиљада људи.
Бук поново улази у састав Пољске по завршетку Првог светског рата 1918. године.
Немачка војска заузима 10. септембра 1939. године. За време рата много људи је побијено а град је претрпео велика разарања.
Руска војска у град улази (26. јануара 1945. године).

### Саобраћајна мрежа
Кроз територију града пролази ауто-пут A2 и железничка линија E20 Варшава – Берлин. У Буку се укрштају регионални путеви 306 и 307 (Познањ – Нови Томисл). Најближи аеродром налази се у Познању.

## Демографија
| 2012. |
| ----- |
| 6.220 |

## Туристичке атракције и култура

### Вреди погледати
- Дрвену цркву светог Крста из 1760. године
- Цркву Станислава Бискупа из 1838. године
- Ратуш из 1897. године
- Синагогу из 1883. године

## Партнерски градови
- Синт-Михјелсгестел
- Хамбирен